# 王弼 (永樂進士)
王弼（?—?），福建侯官人，明朝政治人物、進士出身。

## 生平
永樂九年，福建乡试中舉。永樂十三年，登乙未科進士，擔任吏部主事。